# Robert Mulliken
Robert Sanderson Mulliken, född 7 juni 1896 i Newburyport i Massachusetts, död 31 oktober 1986 i Arlington i Virginia, var en amerikansk kemist och fysiker. Han erhöll Nobelpriset i kemi 1966.

## Biografi
Mulliken var son till en professor i organisk kemi vid Massachusetts Institute of Technology. Sin utbildning fick han också på MIT där han blev Bachelor of Science i kemi 1917. Efter första världskriget tog han ett arbete, där han undersökte effekterna av zinkoxid och kimrök på gummi, men beslutade snabbt att detta inte var den typ av kemi han ville fullfölja. Så 1919 började han doktorandstudier vid University of Chicago. Han tog doktorsexamen år 1921 baserat på forskning om separation av isotoper av kvicksilver genom avdunstning.
Från 1926 till 1928 undervisade han vid fysikavdelningen på New York University (NYU) där han fick sitt första erkännande som fysiker.
Under andra världskriget ledde Mulliken informationscentralen för University of Chicagos plutoniumprojekt. Efteråt  utvecklade han matematiska formler för att möjliggöra utvecklingen av molekylorbitalteori.
1952 började han att tillämpa kvantmekanik på analysen av reaktionen mellan Lewis syra- och basmolekyler. Han blev professor i fysik och kemi 1961 och fortsatte sina studier av molekylär struktur och spektra, allt från diatomära molekyler till stora komplexa aggregat. Han gick i pension 1985.
Mulliken erhöll Nobelpriset i kemi 1966 och Priestleymedaljen 1983 för utvecklingen av en teori för kvantitativ beskrivning av molekylers elektronstruktur - den så kallade molekylorbitalteorin.